# Jenny Meldrum
Jenny Meldrum, född 12 april 1943, är en friidrottare från Kanada. Hon deltog vid olympiska sommarspelen 1964 och olympiska sommarspelen 1968.